# Vrijzinnig Hervormde Kerk (Middelburg)
De Vrijzinnig Hervormde Kerk was een kerkgebouw in Middelburg aan de Sint-Pietersstraat. Het gebouw uit 1909 werd gebruikt door de zelfstandige hervormde vereniging 'De Reservekas', in 1911 hernoemd tot 'Vereniging van Vrijzinnige Hervormden'. In mei 1940 werd het kerkgebouw volledig verwoest tijdens het bombardement op Middelburg.

## Geschiedenis
Voordat het algemeen stemrecht voor niet bedeelde mannelijke leden werd ingevoerd in 1868 werden door de Nederlands Hervormde Kerk in Middelburg verscheidene evangelische en moderne predikanten beroepen. Nadat dit stemrecht werd ingevoerd, kreeg de Hervormde kerkenraad in Middelburg een meer rechtzinnig karakter. Toen de Generale Synode in 1879 een versoepeld reglement op godsdienstonderwijs opstelde, besloot de Middelburgse kerkenraad het oude reglement te behouden. De predikanten E.J.W. Koch en F.P.J. Sibmacher Zijnen volgden het nieuwe reglement echter wel en vertegenwoordigden een meer vrijzinnige prediking. Koch verliet later Middelburg, terwijl Sibmacher Zijnen een voorvechter bleef van een moderne prediking. In 1895 overleed hij, maar voor zijn dood bereidde hij de oprichting voor van een vereniging die de voortzetting van vrijzinnige prediking in Middelburg zou garanderen. Op 1 maart werd de vereniging 'De Reservekas' opgericht. Na het overlijden van Sibmacher Zijnen vonden diensten plaats in de Waalse kerk, gegeven door gast predikanten. 
Op 25 oktober 1908 kreeg de vereniging haar eerste voorganger, ds. J. Bruining. Rond deze tijd werd ook besloten voor de bouw van een eigen kerkgebouw dat in 1909 in gebruik werd genomen. In 1911 werd de vereniging hernoemd naar 'Vereniging van Vrijzinnige Hervormden', afgekort tot V.V.H. Nadat het kerkgebouw werd verwoest in 1940 en plannen tot nieuwbouw geen doorgang vonden kreeg de vereniging na de oorlog de Koorkerk toegewezen.

## Het gebouw
De kerk stond op een stuk grond aan de Sint-Pietersstraat, tegenover de Waalse kerk en grenzend aan de abdij. In de kerkzaal was plaats voor 350 kerkgangers, daarnaast was er ruimte aanwezig voor het houden van vergaderingen of dergelijke bijeenkomsten. De kerk was toegankelijk via een poort aan de linkerzijde waarboven een Bijbeltekst was gegraveerd, namelijk 2 Korinthe 3 vers 17; "Waar de Geest des Heeren is, aldaar is Vrijheid." De voorgevel had neoromaanse kenmerken.
De kerk werd in mei 1940 volledig verwoest, enkele stukken muur stonden nog overeind, waaronder de ingang. Tijdens de wederopbouw van Middelburg is het perceel gebruikt voor een uitbreiding van de abdij.